# Alternanthera nigriceps
Alternanthera nigriceps là loài thực vật có hoa thuộc họ Dền. Loài này được Hook. mô tả khoa học đầu tiên năm 1831.